# Burlington House
Burlington House è un palazzo storico di Londra, sito su Piccadilly. Originariamente un edificio privato in stile palladiano, venne ampliato nella metà del XIX secolo dopo essere stato acquistato dal governo britannico.
L'edificio principale ospita la Royal Academy of Arts, mentre altri cinque enti statali occupano le ali laterali:
- Geological Society of London (Piccadilly/ala est)
- Linnean Society of London (ala ovest)
- Royal Astronomical Society (ala ovest)
- Society of Antiquaries of London (Piccadilly/ala ovest)
- Royal Society of Chemistry (ala est)

Burlington House è molto nota ai londinesi in quanto sede di mostre temporanee di alto profilo, ospitate periodicamente nella Royal Academy.

## Storia

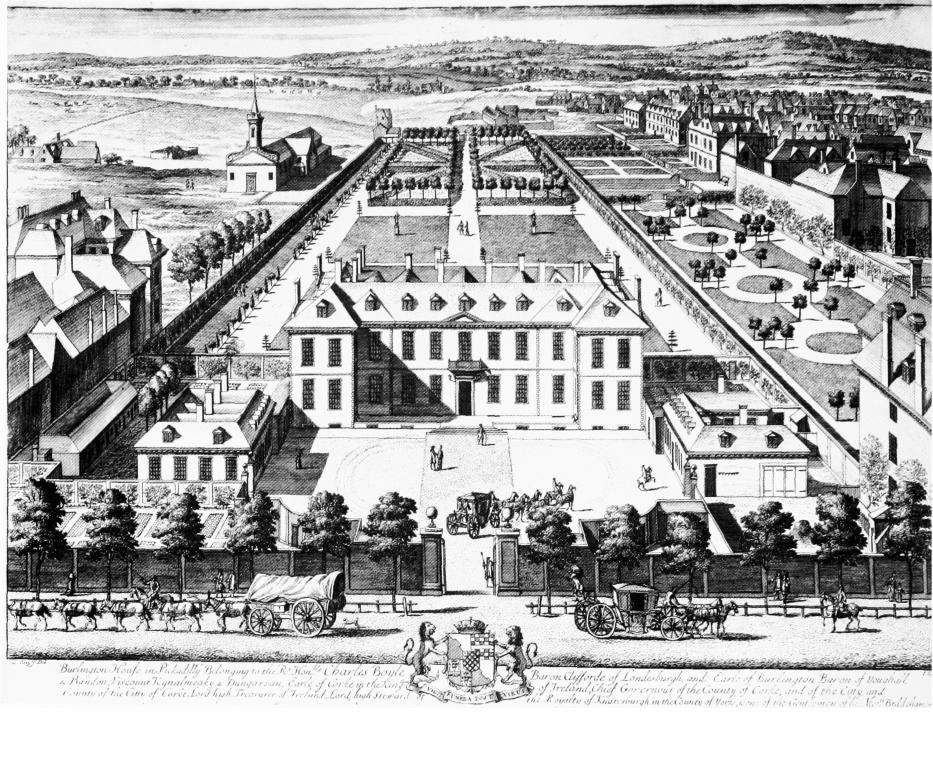
Burlington House nel 1690

L'edificio fu uno dei primi dei numerosi palazzi privati costruiti sul lato nord di Piccadilly dal 1660, in precedenza una strada di campagna. La prima costruzione appartenne a John Denham intorno al 1665. Era una costruzione con il prospetto in mattoni rossi, a forma di U e con il prospetto arretrato rispetto alla strada, secondo lo stile del tempo un po' tradizionale. L'edificio venne venduto, ancora da ultimare, a Richard Boyle, 1º Conte di Burlington, da cui prese il nome.
Nel 1704 la dimora venne ereditata dal decenne Richard Boyle, III conte di Burlington, che divenne uno dei principali estimatori dello stile palladiano in Inghilterra ed un architetto egli stesso. Durante l'adolescenza di Lord Burlington, James Gibbs fece delle modifiche all'esterno della costruzione compreso un semicircolare colonnato dorico che in seguito venne definito da William Chambers come, "Uno dei più eleganti pezzi di architettura".

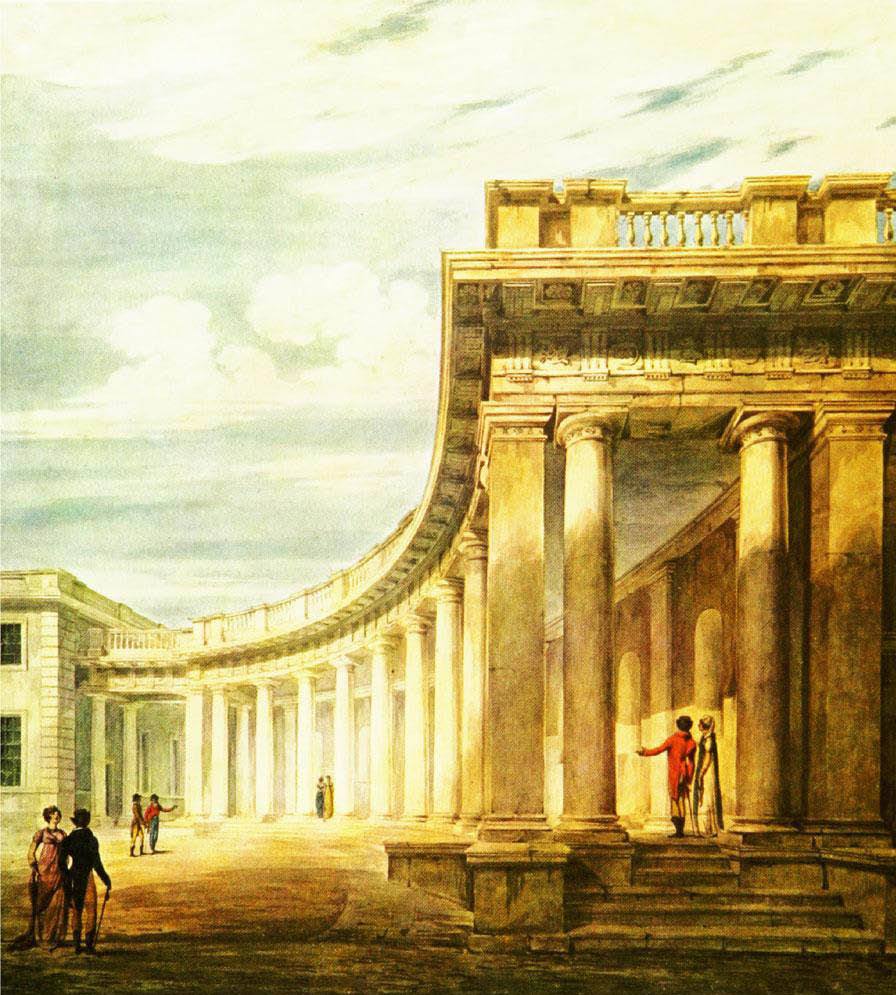
Uno dei colonnati di James Gibbs a Burlington House.

Nel 1717 o 1718, Colen Campbell venne incaricato di completare i lavori. Questo fu un momento topico nella storia dell'architettura inglese, in cui si raggiunse il massimo splendore dello stile palladiano ed i suoi artefici divennero l'esempio per una intera generazione.
Alla morte di Lord Burlington nel 1753, Burlington House passò al duca del Devonshire, ma egli non ebbe bisogno della casa in quanto possedeva già Devonshire House proprio lungo Piccadilly. Il quarto figlio del duca, lord George Cavendish, usò la casa per due separati periodi di tempo. Lord George, che era un uomo molto ricco e che aveva sposato un'ereditiera, acquistò la casa nel 1815. Egli fece effettuare dei lavori e nel 1819 venne costruita una nuova ala sul lato occidentale.
Nel 1854 Burlington House venne venduta al governo britannico, che in un primo momento decise di demolirla per costruirvi la University of London. Questo progetto venne comunque abbandonato a seguito di una forte opposizione e nel 1857 il palazzo fu occupato dalla Royal Society. Nel 1867 venne attuata una nuova ristrutturazione che portò l'edificio alle forme primitive del progetto di Campbell. I lavori vennero completati nel 1873 e vi si trasferirono le prime tre associazioni, seguite nel 1874 dalla Royal Astronomical Society e dalla Society of Antiquaries.